# ریچموند (میزوری)
ریچموند (به انگلیسی: Richmond) یک شهر در ایالات متحده آمریکا است که در شهرستان ری، میزوری واقع شده‌است. ریچموند ۱۵٫۲۸ کیلومتر مربع مساحت و ۵٬۷۹۷ نفر جمعیت دارد و ۲۵۱ متر بالاتر از سطح دریا قرار دارد.